# Xantusia gracilis
Xantusia gracilis е вид влечуго от семейство Xantusiidae. Видът е световно застрашен, със статут Уязвим.

## Разпространение
Разпространен е в САЩ.